# Kroatisch-serbische Beziehungen
Die Kroatisch-serbischen Beziehungen sind das zwischenstaatliche Verhältnis zwischen Kroatien und Serbien. Beide Länder waren zwischen 1918 und 1991 Teil des Staates Jugoslawien. Die Ereignisse während des Zweiten Weltkriegs und der Jugoslawienkriege, als es zu ethnischen Säuberungen und kriegerischen Auseinandersetzungen kam, überschatten die Beziehungen zwischen beiden Staaten jedoch bis heute. Diplomatische Beziehungen zwischen beiden Seiten wurden nach dem Abkommen von Dayton im Jahre 1996 aufgenommen, waren danach allerdings durch eine Reihe von Streitigkeiten getrübt. Vor dem Internationalen Gerichtshof bezichtigten sich beide Staaten gegenseitig des Völkermords. Diese gegenseitigen Vorwürfe wurden 2015 durch den Internationalen Strafgerichtshof für das ehemalige Jugoslawien abgewiesen. Die 241 Kilometer lange gemeinsame Grenze zwischen den beiden Staaten ist weiterhin an mehreren Stellen umstritten, darunter an der Donau und auf den Inseln Šarengrad und Vukovar.
Es gibt zahlreiche Gemeinsamkeiten zwischen den südslawischen Kroaten und Serben. Die Sprachen Kroatisch und Serbisch, die in Kroatien bzw. Serbien Amtssprache sind, sind gegenseitig verständliche Standardvarietäten der serbokroatischen Sprache. Es leben 186.633 Serben in Kroatien und 57.900 Kroaten in Serbien (Stand 2011). Nach 2000 wurden verstärkte Bemühungen unternommen, die wirtschaftliche und politische Zusammenarbeit der Staaten auf dem Westbalkan zu stärken, was auch von den EU-Staaten unterstützt wurde. Kroatien trat 2013 der EU bei und spricht sich auch für einen EU-Beitritt Serbiens aus.

## Geschichte

### Vorgeschichte

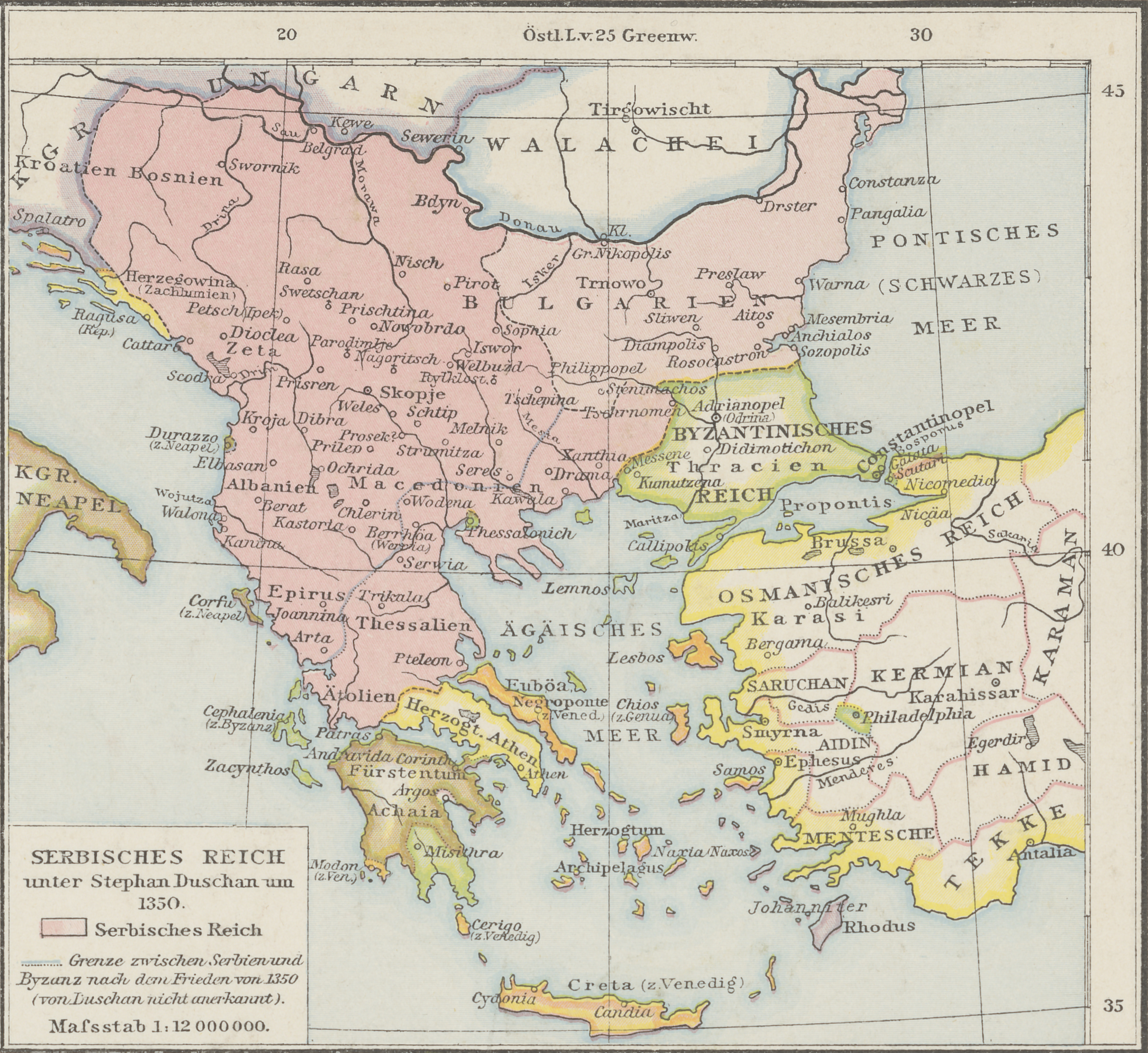
Serbisches Reich um 1350

Die heutigen Südslawen gingen aus der Landnahme der Slawen auf dem Balkan im 6. und 7. Jahrhundert hervor. Das Morgenländische Schisma von 1054 und die Gründung der Serbisch-Orthodoxen Kirche durch Sava I. im 13. Jahrhundert wurde zu einem wichtigen Faktor für die Trennung zwischen Kroaten und Serben, da die Gebiete Kroatiens der römischen Kirche treu blieben, während die serbische Stämme begannen sich zum byzantinisch-orthodoxen Glauben zu bekennen. Das Serbische Reich konnte zu einer Großmacht auf dem Balkan aufsteigen, wurde jedoch bis zum 15. Jahrhundert von den Osmanen zerschlagen und fiel an das osmanische Großreich. Kroatien dagegen befand sich ab dem 12. Jahrhundert in einer Personalunion mit dem Königreich Ungarn und fiel später an die Habsburger, während die Republik Venedig die Adriaküste dominierte. Im Grenzland zwischen den Habsburgern und den Osmanen wurden im 16. Jahrhundert die Krajina-Serben als „Bollwerk“ gegen die Türken in der Militärgrenze angesiedelt.
Im 19. Jahrhundert entstanden moderne Nationalbewegungen auf dem Balkan. Die intendierte Magyarisierung der Kroaten durch die Ungarn verschaffte dem kroatischen Nationalismus Auftrieb. Während der Revolutionen von 1848/1849 kam es zu einer Kooperation zwischen Serben und Kroaten, jedoch zeichneten sich schon damals Konflikte über die Zugehörigkeit von ethnisch gemischten Gebieten wie Bosnien und Herzegowina ab. Der kroatische Autor und Politiker Ante Starčević, ein Verfechter der kroatischen Einheit und Unabhängigkeit, der sowohl gegen die Habsburger als auch gegen die Serben eingestellt war, plante die Schaffung eines Großkroatiens, das die von Bosniaken, Serben und Slowenen bewohnten Gebiete umfassen sollte, wobei er Bosniaken und Serben als zum Islam bzw. zum orthodoxen Christentum konvertierte Kroaten und die Slowenen als „Bergkroaten“ betrachtete. Dagegen stand die Vision von Großserbien, das von dem serbischen Staatsmann Ilija Garašanin vertreten wurde. Der serbische Linguist Vuk Karadžić betrachtete die Kroaten, die den schtokavischen Dialekt sprachen, als „katholische Serben“. Auch auf die von Bosniaken („muslimische Serben“) und von anderen Völkern bewohnten Gebiete auf dem Westbalkan wurde Anspruch erhoben.
Eine friedliche Vereinigung der Südslawen sah der in Kroatien im 19. Jahrhundert an Popularität gewinnende Illyrismus vor, der die Südslawen als Nachkommen der antiken Illyrer betrachtet und eine Föderation aller Balkanvölker gegen den habsburgischen und osmanischen Einfluss befürwortete.
Nachdem Österreich-Ungarn 1878 Bosnien und Herzegowina besetzt und Serbien seine Unabhängigkeit vom Osmanischen Reich erlangt hatte, verschlechterten sich die Beziehungen zwischen Kroatien und Serbien, da beide Seiten Ansprüche auf Bosnien erhoben. In der Folgezeit konkurrierten der Austroslawismus mit der Idee einer Vereinigung der Südslawen unter serbischer Vorherrschaft, dem Jugoslawismus. Die Ermordung des österreichischen Kronprinzen Franz Ferdinand in Sarajevo führte zu einem politischen Konflikt zwischen Serbien und Österreich, der im Ausbruch des Ersten Weltkriegs gipfelte. In diesem Krieg kämpften ethnische Kroaten in der österreichisch-ungarischen Armee gegen das Königreich Serbien, während der kroatische General Johann Ulrich von Salis-Seewis Militärgouverneur im besetzten Serbien wurde. Zahlreiche Kroaten desertierten allerdings, um der Herrschaft der Habsburger zu entkommen. 1915 wurde das Jugoslawische Komitee gebildet und mit der Deklaration von Korfu 1917 die Gründung eines Staates der Südslawen unter der Herrschaft der serbischen Karađorđević-Dynasty angekündigt, was von der Entente-Staaten unterstützt wurde. Am 29. Oktober 1918 erklärte das kroatische Parlament (Sabor) seine Unabhängigkeit von Österreich-Ungarn und beschloss, sich dem neu gegründeten Staat der Slowenen, Kroaten und Serben anzuschließen, der am 1. Dezember 1918 eine Union mit dem Königreich Serbien einging und zum Königreich der Serben, Kroaten und Slowenen wurde.

### Königreich Jugoslawien

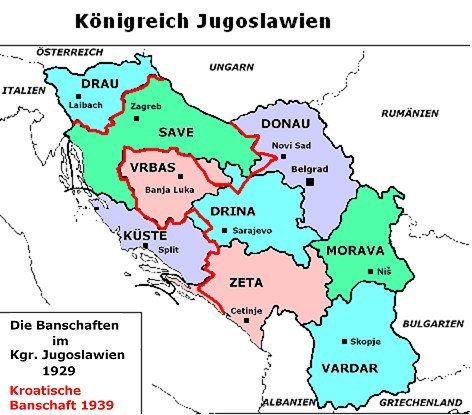
Gliederung des Königreichs Jugoslawien

Das neue Königreich der Serben, Kroaten und Slowenen war von Anfang an von politischen Spannungen geprägt. Die neue Staatsverfassung sah einen zentralistischen Staatsaufbau vor, der den Serben de facto die Vorherrschaft sicherte. Auch wurden bestehende Provinzen aufgelöst und eine Verwaltungsgliederung geschaffen, welche die Serben begünstigte. Dies sorgte besonders unter den Kroaten für großen Unmut. Zur dominanten politischen Vertretung der Kroaten stieg in Folge die Kroatische Bauernpartei unter ihrem Führer Stjepan Radić auf, der eine Autonomie der Kroaten forderte. Am 20. Juni 1928 wurden Stjepan Radić und weitere kroatische Politiker (die von einer großen Mehrheit der Kroaten unterstützt wurden) in der Nationalversammlung in Belgrad von dem serbischen Abgeordneten Puniša Račić erschossen. In Reaktion darauf errichtete der jugoslawische König Alexander I. eine Königsdiktatur über Jugoslawien. Die Diktatur endete formell im Jahr 1931, als der König eine neue Verfassung einführte und den Namen des Landes in Jugoslawien änderte. Ein Jahr zuvor war die militante kroatische Ustascha-Bewegung von Ante Pavelić gegründet worden, die die Unabhängigkeit Kroatiens und die Errichtung von Großkroatien mit gewaltsamen Mitteln anstrebte. Sie wurden von Italien unter Benito Mussolini unterstützt, der territoriale Ansprüche gegenüber Jugoslawien hatte. Der italienische Geheimdienst unterstützte deshalb auch die Ermordung von König Alexander I. am 9. Oktober 1934 in Marseille durch einen Ustascha-Attentäter, in der Hoffnung, einen Bürgerkrieg in Jugoslawien auszulösen. Das Land erwies sich allerdings als stabiler, als die Italiener vermutet hatten. Der jugoslawische Ministerpräsident Milan Stojadinović verhandelte danach mit den Kroaten. Ein 1937 ausgehandeltes Konkordat mit dem Papst zur Integration der katholischen Kroaten scheiterte allerdings am Widerstand der orthodoxen Kirche Serbiens. Die Kroatische Bauernpartei, die nun von Vladko Maček, dem Nachfolger von Radić, geführt wurde, setzte sich weiterhin für eine Föderalisierung Jugoslawiens ein, was nach Verhandlungen im August 1939 zum serbisch-kroatischen Ausgleich durch das Sporazum Cvetković-Maček führte, wobei die Errichtung einer autonomen Banschaft Kroatien als Zugeständnis an die Kroaten verkündet wurde.

### Zweiter Weltkrieg

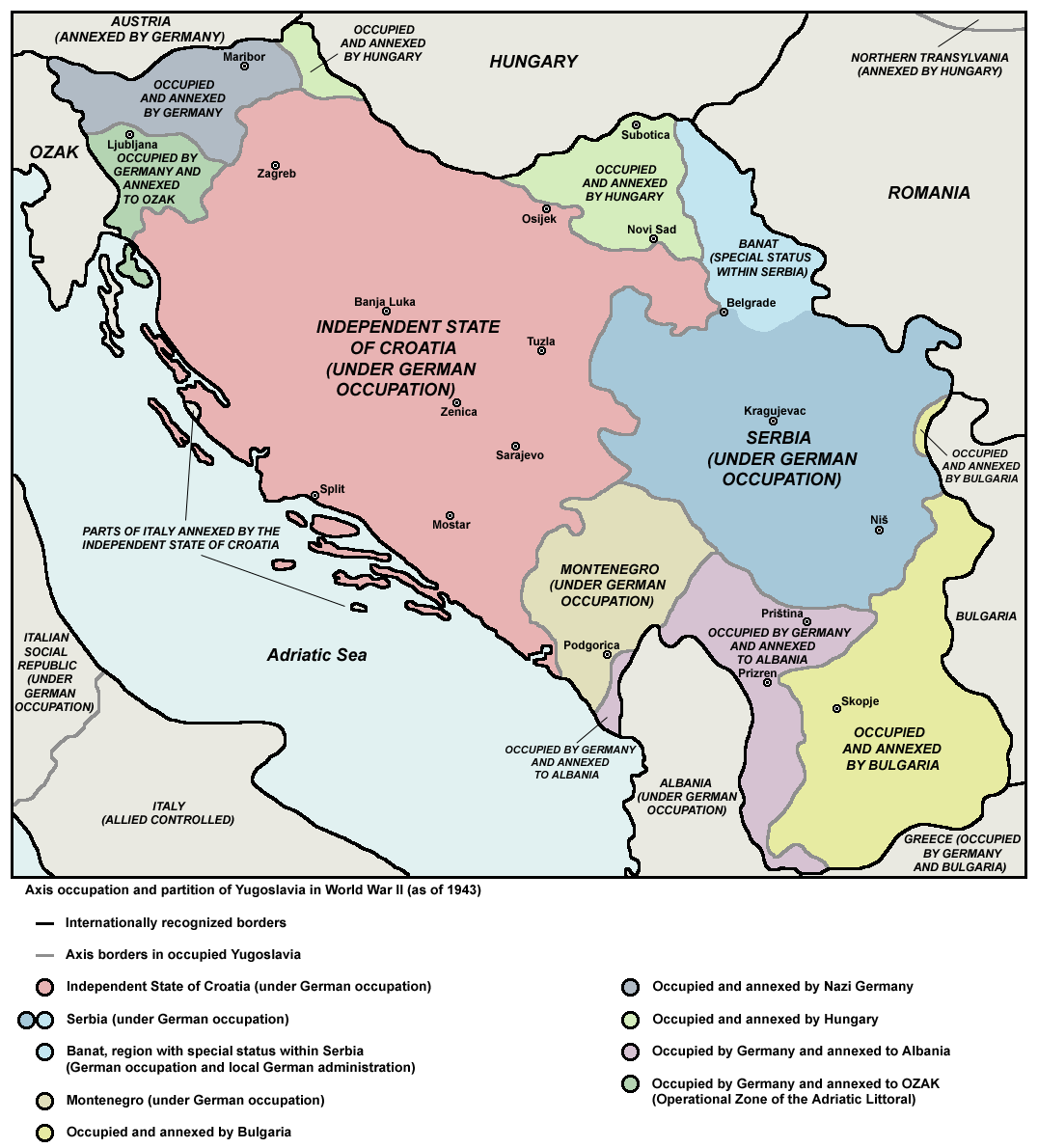
Jugoslawien während des Zweiten Weltkriegs (ca. 1943)

Im April 1941 wurde Jugoslawien von Deutschland und Italien besetzt, die den Unabhängigem Staat Kroatien als Marionettenstaat schufen, der von der mit den Achsenmächten verbündeten Ustascha regiert wurde. Die Ustascha strebten die Schaffung eines ethnisch homogenen Großkroatiens an, indem sie Serben sowie Juden und Roma aus dem Staatsgebiet vertrieben oder ermordeten. Sie planten ein Drittel der Serben in den kontrollierten Gebieten zu ermordet, ein weiteres Drittel sollte vertrieben und der Rest zum Katholizismus zwangskonvertiert werden. Während des Krieges wurden schätzungsweise 300.000 Serben von ihrem Regime ermordet. Ihre Ustascha errichtete auch eigene Konzentrations- und Vernichtungslager wie das KZ Jasenovac. Hier wurde nicht mit Gas gemordet, sondern zunächst mit Schusswaffen, später vor allem mit Messern, aber auch Hacken, Beilen, Äxten und Hämmern. Zwischen 80.000 und 90.000 Menschen starben laut Schätzungen allein hier. Die extreme Brutalität der Ustascha besorgte sogar die italienischen und deutschen Besatzer. Gegen die faschistischen Ustascha formierte sich der Widerstand der Tschetniks und der kommunistischen jugoslawischen Partisanen. Die überwiegend serbischen Tschetniks, eine jugoslawische monarchistische und serbisch-nationalistische Bewegung, verübten Kriegsverbrechen und ethnische Säuberungen an Muslimen und Kroaten, um ein Großserbien zu errichten. Schätzungen über die Anzahl der Muslime und Kroaten, die durch die Tschetniks in Kroatien und Bosnien und Herzegowina getötet wurden, reichen von 47.000 bis 65.000. Mit dem Sieg der jugoslawischen Partisanen, die von dem in Kroatien geborenen Kommunisten Josip Broz Tito angeführt wurden, wurden die Ustascha und die Tschetniks zerschlagen. Die Partisanen rächten sich mit dem Massaker von Bleiburg, in dem geschätzt 45.000 Kroaten ums Leben kamen.

### Sozialistisches Jugoslawien

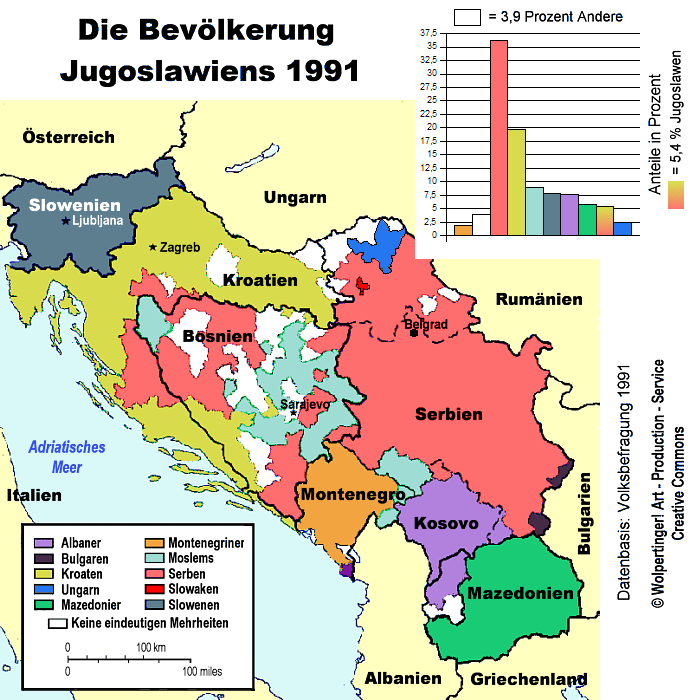
Ethnische Karte von Jugoslawien, ca. 1990

Die jugoslawischen Kommunisten schafften nach ihrem Sieg die Monarchie ab und errichteten eine sozialistische Einparteien-Republik und Föderation, die vom Bund der Kommunisten Jugoslawiens regiert wurde. Das neue föderale Jugoslawien bestand aus den sechs Teilrepubliken Bosnien und Herzegowina, Kroatien, Mazedonien, Montenegro, Serbien und Slowenien sowie die zu Serbien gehörenden autonomen Provinzen Kosovo und Vojvodina. Die Erinnerung an die genozidalen Auseinandersetzungen des Zweiten Weltkriegs wurden von der Regierung unterdrückt. Die ethnischen Konflikte beruhigten sich in der Folgezeit durch den wirtschaftlichen Aufschwung der Nachkriegszeit. Dies begünstigte das Aufkommen einer jugoslawischen Gemeinschaftsidentität. Das Land litt allerdings an einem starken Gefälle zwischen dem armen Süden und dem wohlhabenderen Norden. So verfügte Kroatien über eine prosperierende Tourismusindustrie, die von der Öffnung Jugoslawiens zum Westen ab den 1950er Jahren profitierte, während Serbiens wirtschaftliches Niveau in etwa dem jugoslawischen Durchschnitt entsprach. Die anhaltenden Transferleistungen an ärmere Gebiete sorgte für Unmut bei den Kroaten. Diskussionen über nationale Fragen kamen schließlich erstmals in den 1960er Jahren mit dem Kroatischen Frühling auf, bei dem es um eine stärkere Autonomie Kroatiens und den Status der kroatischen Sprache ging. Als die Reformbewegung zu mächtig wurde, ließ Staatschef Tito 1971 die kroatische Parteiführung absetzten und durch linientreue Verbündete ersetzten. Die neue jugoslawische Verfassung von 1974 kann jedoch als Zugeständnis angesehen werden, da sie den Teilrepubliken mehr Autonomie verschaffte, darunter eine weitgehende wirtschaftliche Selbstständigkeit. Wie die vorherigen Verfassungen erhielt auch sie ein Recht auf Sezession vom Zentralstaat.
Mit den Tod von Josip Broz Tito 1980 verlor Jugoslawien seine Integrationsfigur und die anhaltende wirtschaftliche Krise der 1980er Jahre beschleunigte den einsetzenden Zerfallsprozess des Landes. Nationalistische Agitation auf beiden Seiten verstärkte sich und vergiftete zunehmend die Atmosphäre zwischen Serben und Kroaten. 1986 wurde Slobodan Milošević Parteiführer des Bund der Kommunisten Serbiens und wandelte sich von einem Kommunisten zu einem serbischen Nationalisten. Er ließ die Regierungen von Montenegro, Kosovo und Vojvodina gleichschalten, was für eine serbische Dominanz im jugoslawischen Föderationsverbund führte, weshalb Kroaten und Slowenen 1990 begannen die gemeinsamen Parteiinstitutionen zu boykottieren. Nach freien Wahlen in allen Teilrepubliken außerhalb von Serbien und Montenegro kamen überall national orientierte Politiker an die Macht. In Kroatien wurde der Nationalist Franjo Tuđman von der HDZ im April 1990 gewählt, der den Serben den Status als ein Staatsvolk in Kroatien aberkannte, was große Besorgnis unter den kroatischen Serben auslöste und zur Baumstammrevolution führte.

### Jugoslawienkriege

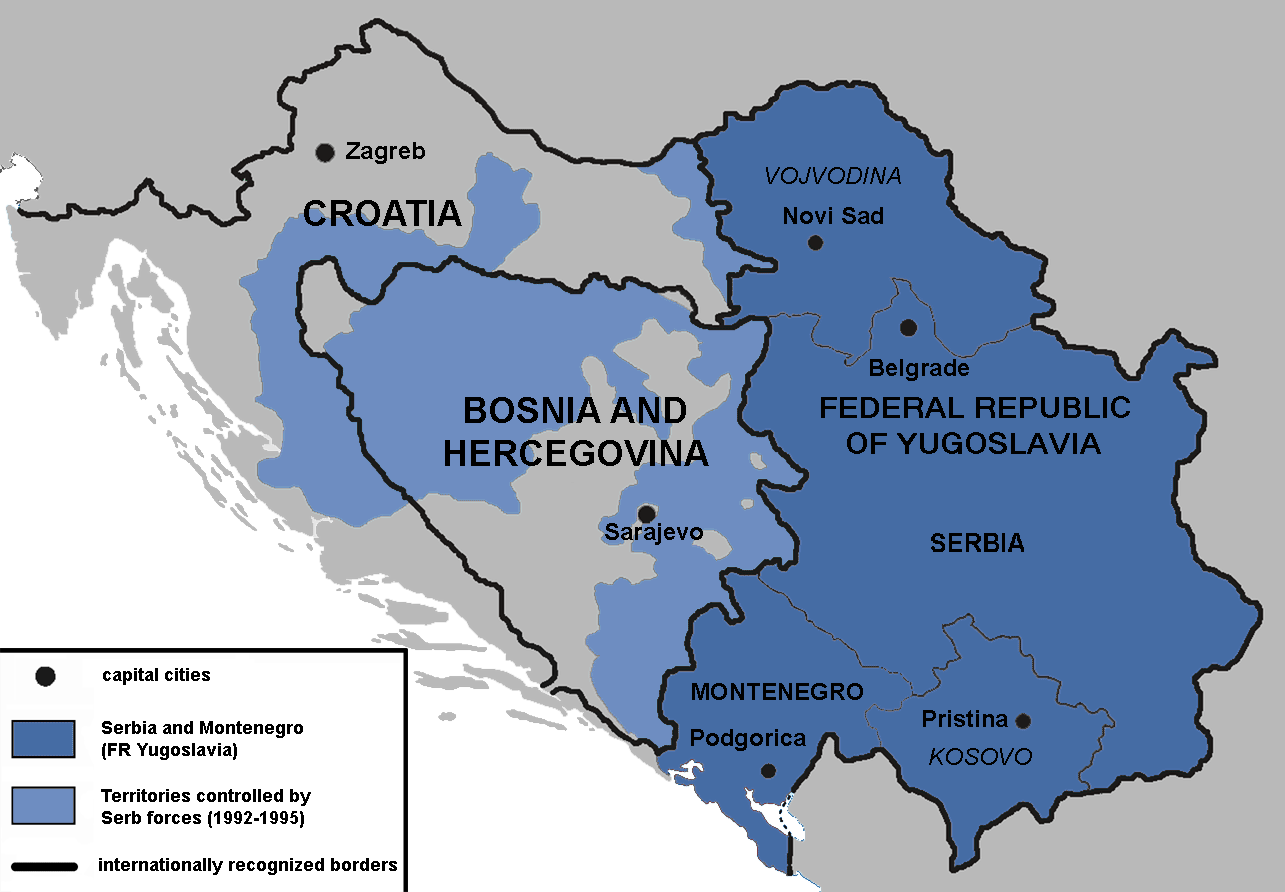
Serbisch kontrollierte Gebiete 1992 bis 1995

Nachdem Verhandlungen über eine Neugestaltung Jugoslawiens zwischen Serben und Kroaten gescheitert waren, erklärte Kroatien nach einem Referendum im Mai 1991 die staatliche Unabhängigkeit von Jugoslawien, was nach dem Scheitern des Brioni-Abkommen zum Kroatienkrieg führte. Eine Lösung der Krise wurde durch große Gebiete mit gemischter ethnischer Zusammensetzung wie Bosnien und Herzegowina oder die Krajina und Slawonien in Kroatien verkompliziert. Die von den Serben dominierte Jugoslawische Volksarmee und serbische Milizen versuchte zunächst, Kroatien innerhalb Jugoslawiens zu halten, indem sie versuchten ganz Kroatien zu erobern. Nachdem dies gescheitert war, gründeten serbische Kräfte den selbsternannten Staat Republik Serbische Krajina (RSK) innerhalb Kroatiens, welche etwa ein Drittel des kroatischen Staatsgebietes kontrollierte und Teil eines Großserbiens werden sollte. In diesen Gebieten wurden etwa 80.000 Kroaten und Muslime bei ethnischen Säuberungen vertrieben und zahlreiche Zivilisten bei Kriegsverbrechen wie den Massakern von Lovas, Dalj und Vukovar ermordet. Nach dem Waffenstillstand vom Januar 1992 und der internationalen Anerkennung der Republik Kroatien als souveräner Staat wurden die Frontlinien eingefroren, Schutztruppen der Vereinten Nationen (UNPROFOR) eingesetzt und die Kämpfe in den folgenden drei Jahren weitgehend unterbrochen. 1995 startete Kroatien mit der Operation Sturm eine Großoffensive, bei der die meisten serbisch besetzten Gebiete zurückerobert werden konnten. Zwischen 150.000 und 200.000 kroatische Serben flohen über die Grenze und es kam erneut zu Kriegsverbrechen. Die Offensiven beendeten den Krieg effektiv zu Gunsten der Kroaten. Die verbleibende Zone der UN-Übergangsverwaltung für Ostslawonien, Baranja und Westsirmien (UNTAES) wurde 1998 friedlich wieder in Kroatien eingegliedert. Über 20.000 Menschen wurden in dem Krieg getötet und große Gebiete Kroatiens wurden verwüstet.

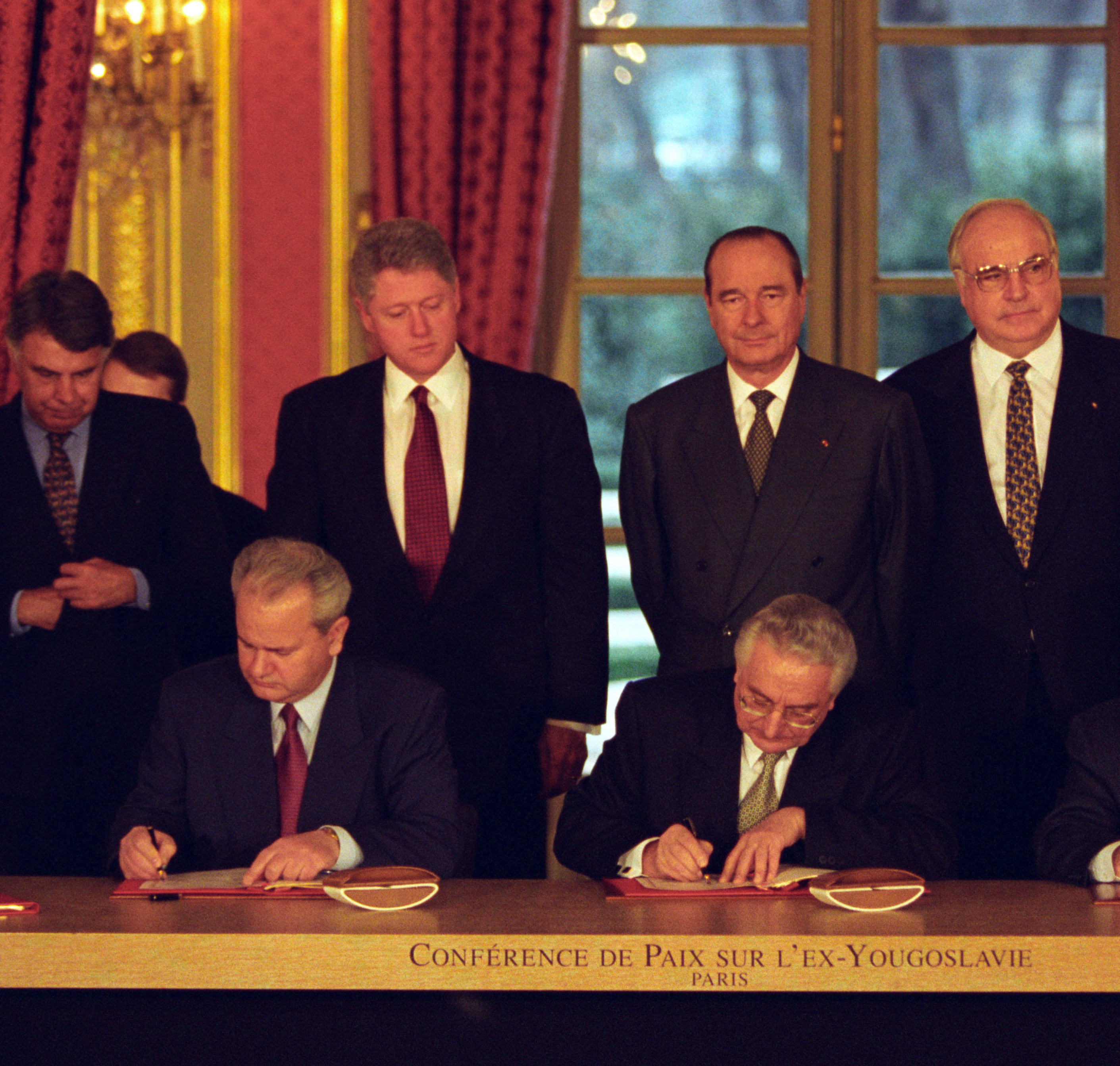
Slobodan Milošević und Franjo Tuđman bei der Unterzeichnung des Dayton-Abkommens (1995)

Gleichzeitig mit dem Krieg in Kroatien tobte in Bosnien der Bosnienkrieg, in dem sich die Kräfte der Kroatischen Republik Herceg-Bosna, bosniakische Freischärler und serbische Kräfte der Republika Srpska gegenüberstanden. Unterstützt von der NATO konnten bosniakische und kroatische Kräfte 1995 militärische Erfolge gegen die Serben erzielen und Verhandlungen führten zum Abkommen von Dayton, das am 21. November 1995 unter Vermittlung der USA und der Europäer unterzeichnet wurde. Die Unterzeichner waren der serbische Präsident Slobodan Milošević, der kroatische Präsident Franjo Tuđman und der Vorsitzende im bosnisch-herzegowinischen Präsidium Alija Izetbegović. Das Abkommen beendete den Bosnienkrieg und schuf den unabhängigen Staat Bosnien und Herzegowina, bestehend aus der kroatisch-bosniakischen Föderation Bosnien und Herzegowina und der serbischen Republika Srpska. Nach der Unterzeichnung des Dayton-Abkommens nahmen Kroatien und das serbisch dominierte Restjugoslawien am 9. September 1996 diplomatische Beziehungen auf.

### Kroatisch-serbische Beziehungen nach 2000

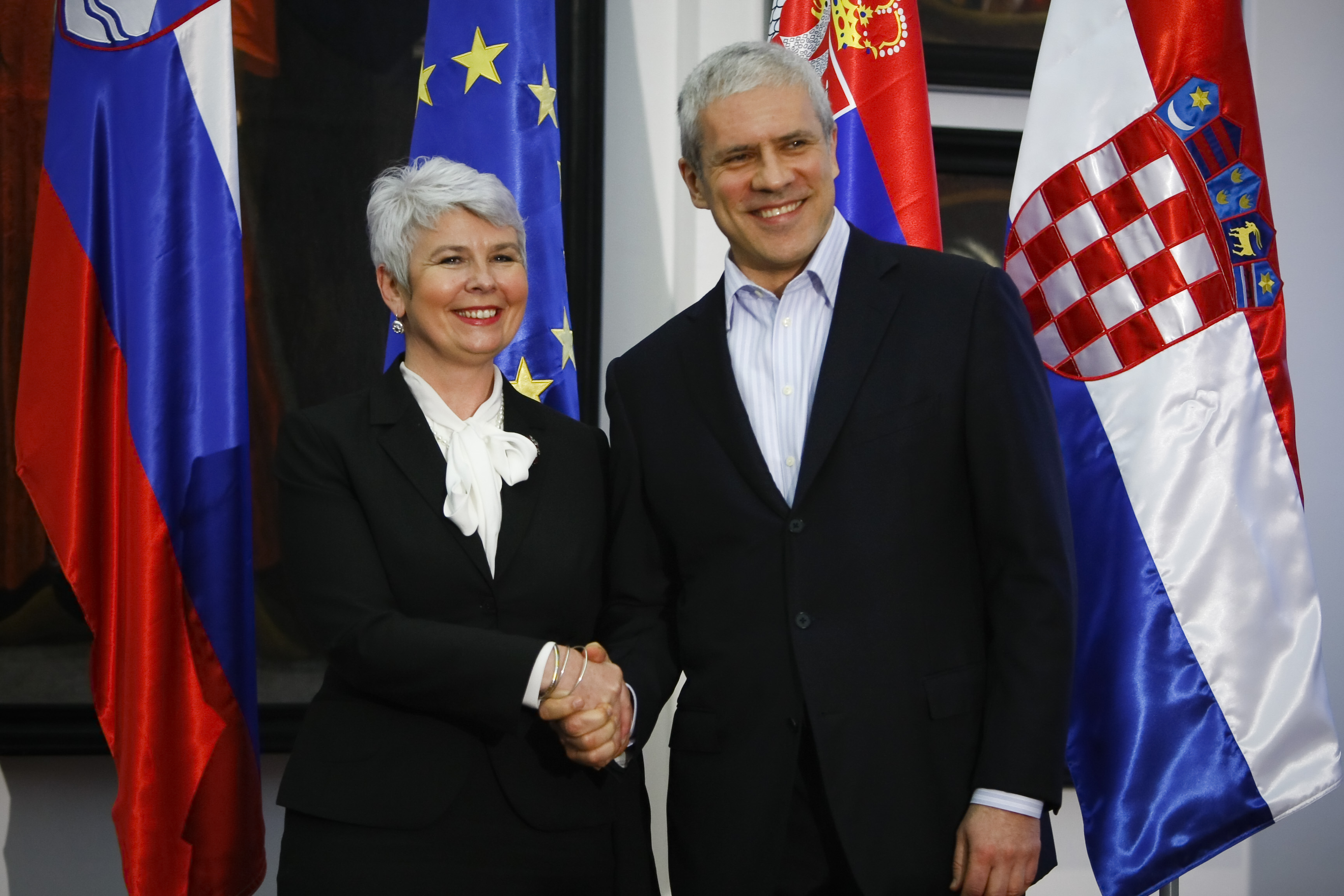
Boris Tadić Präsident von Serbien, und Jadranka Kosor, Premierministerin von Kroatien, in Ptuj (2010)

Die Basis für eine kroatisch-serbische Annäherung wurde mit dem Sturz von Slobodan Milošević im Jahre 2000 und dem Machtantritt einer reformistischen Regierung gelegt. Im September 2003 besuchte der kroatische Präsident Stjepan Mesić Belgrad. Dies war der erste Besuch eines kroatischen Staatsoberhauptes seit der Unabhängigkeitserklärung Kroatiens im Jahr 1991 in dem nun in Serbien und Montenegro umbenannten Staat. Während seines Besuchs entschuldigte sich der serbische Präsident Svetozar Marović für serbische Kriegsverbrechen in Kroatien. 2005 ratifizierte Kroatien ein bilaterales Abkommen mit Serbien und Montenegro über den Schutz der serbischen und montenegrinischen Minderheit in Kroatien und der kroatischen nationalen Minderheit in Serbien und Montenegro. 2005 und 2006 fanden zwischen dem kroatischen Präsidenten Stjepan Mesić und dem serbischen Präsidenten Boris Tadić gegenseitige Staatsbesuche statt, um die politischen Beziehungen zu verbessern. Trotz den Versuchen einer Annäherung blieb das Verhältnis allerdings belastet und es kam immer wieder zu Streitigkeiten, auch da die Ereignisse der Vergangenheit nicht ausreichend aufgearbeitet wurden und beide Seiten sich als Opfer des jeweils anderen fühlten. 2008 erkannte Kroatien die Unabhängigkeitserklärung des Kosovo an, was für Missfallen in Serbien sorgte. In Serbien blieben großserbisch-nationalistische Kreise einflussreich. So erreichte die ultranationalistische Serbische Radikale Partei bei Parlamentswahl in Serbien 2008 knapp 30 Prozent der Stimmen. 2012 wurde Tomislav Nikolić Präsident Serbiens, der zuvor Großserbien in einem Interview als seinen „Traum und Wunsch“ bezeichnet hatte. Auch unter der Regierung des Nationalisten Aleksandar Vučić als Präsidenten Serbiens ab 2017 blieben die Beziehungen angespannt.
Am 29. Dezember 2020 ereignete sich in Zentralkroatien ein schweres Erdbeben mit dem Epizentrum in Petrinja. Der serbische Präsident Aleksandar Vučić kündigte an, dass Serbien bereit sei, Kroatien sowohl finanziell als auch technisch zu helfen. Am nächsten Tag beschloss die serbische Regierung, Kroatien eine Million Euro für die Beseitigung der Erdbebenschäden zu spenden. Miloš Stojković, ein Mitglied der serbischen Delegation, die humanitäre Hilfe in die vom Erdbeben betroffenen Gebiete bringen sollte, kam unangekündigt in die kroatische Stadt Knin (einst Hauptstadt der selbsternannten Serbischen Republik Krajina). Von dort aus postete er einen Livestream auf Facebook, in dem er erklärte, dass: „Knin eine besetzte serbische Stadt ist“, und kündigte die „Rückkehr der Republik Serbische Krajina“ und die Entfernung der kroatischen Flagge von der Festung Knin an. Sein Video ging viral und verursachte einen diplomatischen Zwischenfall. Die kroatische Botschaft in Belgrad richtete eine Protestnote an das serbische Außenministerium.
Im Juli 2022 kam es zwischen Kroatien und Serbien zu einem diplomatischen Streit über die private Reise von Aleksandar Vučić zur Blumenniederlegung an der Gedenkstätte des Konzentrationslagers Jasenovac aus dem Zweiten Weltkrieg, die von der kroatischen Regierung mit der Begründung blockiert wurde, dass derartige Besuche des Präsidenten „Teil der Vereinbarungen zwischen den beiden Seiten“ sein müssen. Die serbischen Behörden reagierten sofort mit ähnlichen Einschränkungen für alle kroatischen Beamten, die durch ihr Hoheitsgebiet reisen, und verlangten von ihnen, ihren Besuch oder ihre Durchreise durch Serbien ausdrücklich anzukündigen und zu erklären.
Im Mai 2023 beschuldigte Vučić die politische Opposition in seinem Land, von Kroatien instruiert zu sein, nachdem er von kroatischen Medien nach der Schießerei in einer Belgrader Schule und den Schießereien in Mladenovac und Smederevo kritisiert worden war. Gleichzeitig begannen serbische staatsnahe Medien eine Kampagne, um Vučićs Image im eigenen Land zu verbessern, indem sie behaupteten, dass „Präsident Vučić die einzige Opposition gegen die Ustascha-Herrschaft auf dem Balkan“ sei und dass „Hitlers Nachfolger in Kroatien alles angreifen, was serbisch ist“.  Ende Mai 2023 beschuldigte Vučić erneut Kroatien, seine Regierung in Serbien stürzen zu wollen. Der kroatische Ministerpräsident Plenković antwortete mit einer Erklärung, dass Kroatien keine Absichten habe irgendeine Regierung zu stürzen. Im Februar 2024 schickte Serbien eine Protestnote an Kroatien, nachdem Bildnisse des serbischen Präsidenten Aleksandar Vučić und des russischen Präsidenten Wladimir Putin auf einem Karneval in der kroatischen Stadt Kaštela verbrannt worden waren.

## Wirtschaftsbeziehungen
Mit den Jugoslawienkriegen wurden die engen wirtschaftlichen Verbindungen zwischen Serbien und Kroatien zerrissen und die kriegerischen Auseinandersetzungen führten zu enormen ökonomischen Schäden. Nach 2000 haben sich die wirtschaftlichen Beziehungen allmählich wieder intensiviert. 2022 lagen die kroatischen Exporte nach Serbien bei 820 Millionen US-Dollar und die kroatischen Importe aus Serbien bei 632 Millionen US-Dollar. Kroatien hatte 2022 ein knapp doppelt so hohes Pro-Kopf-Einkommen wie Serbien. Der Wirtschaftsaustausch beschränkt sich nicht nur auf den Warenaustausch. So besuchten in den ersten fünf Monaten des Jahres 2021 knapp 127.000 serbische Touristen Kroatien.
Im Oktober 2022 wollte die Europäische Union auf der ersten Tagung der Europäischen Politischen Gemeinschaft in Prag im Rahmen des achten Sanktionspakets gegen Russland ein Verbot der Einfuhr von russischem Öl verhängen. Kroatien beantragte jedoch keine Ausnahmeregelung, um den Ölfluss nach Serbien über den kroatischen Hafen Omišalj und die Adria-Pipeline zu ermöglichen, was zu einem diplomatischen Streit zwischen den beiden Ländern führte.

## Streitigkeiten

### Territorialstreit
Beide Länder streiten um den genauen Grenzverlauf an der Donau. Während Serbien behauptet, dass der Thalweg des Donautals und die Mittellinie des Flusses die internationale Grenze zwischen den beiden Ländern darstellen, ist Kroatien anderer Meinung und behauptet, dass die internationale Grenze entlang der Grenzen der Katastralgemeinden entlang des Flusses liegt, die an mehreren Stellen entlang eines 140 km langen Abschnitts vom Fluss abweichen. Weiter südlich In der Nähe von Vukovar und Šarengrad befinden sich zwei Flussinseln (die Insel Vukovar und die Insel Šarengrad), die während der jugoslawischen Zeit zur SR Kroatien gehörten, während des Krieges aber unter serbische Kontrolle gerieten. Kroatien fordert die Rückgabe der Inseln aufgrund des Beschlusses der Schiedskommission der Jugoslawien-Friedenskonferenz von 1991. Serbien vertritt den Standpunkt, dass die natürliche Grenze zwischen den Ländern die Mitte des Hauptstroms der Donau ist, was die Inseln zu serbischem Hoheitsgebiet machen würde.

### Nikolas Tesla
Im Juli 2021 kündigte Kroatien an, dass ein Bild von Nikola Tesla auf seiner Währung erscheinen würde, wenn es dem Euro beitreten würde. Beamte der serbischen Nationalbank erklärten, dass ein solcher Schritt unangemessen sei, und reichten bei ihren EU-Kollegen eine Beschwerde ein. Der Streit über Teslas ethnische Herkunft hat die bilateralen Beziehungen der beiden Länder bereits länger beeinträchtigt. Tesla war in Kroatien als Kind serbischer Eltern geboren worden.

### Gegenseitige Genozidvorwürfe
Kroatien reichte 1999 beim Internationalen Gerichtshof eine Völkermordklage gegen Serbien ein, und nachdem Kroatien die Aufforderung Serbiens, die Klage zurückzuziehen, abgelehnt hatte, reichte Belgrad 2010 eine Gegenklage ein. Beide Klagen wurden am 3. Februar 2015 abgewiesen, da der Internationale Strafgerichtshof für das ehemalige Jugoslawien keine Beweise für die Genozidbehauptungen fand. Das Gericht entschied, dass beide Seiten zweifellos Verbrechen begangen haben, jedoch keine ausreichenden Beweise für genozidale Absichten vorgelegt hätten.

## Diplomatische Standorte
- Kroatien hat eine Botschaft in Belgrad und ein Generalkonsulat in Subotica.
- Serbien hat eine Botschaft in Zagreb und Generalkonsulate in Vukovar und Rijeka.